# Большое Прокошево
Большое Прокошево (Прокошево) — деревня в Дмитровском районе Московской области, в составе Сельского поселения Костинское. До 2006 года Большое Прокошево входило в состав Костинского сельского округа.

## Расположение
Деревня расположена в восточной части района, примерно в 10 км на восток от Дмитрова, на левом берегу реки Карасовка (бассейн Яхромы), высота центра над уровнем моря 212 м. На северо-западе располагается платформа 71 км Большого кольца Московской железной дороги.
Ближайшие населённые пункты — примыкающее на востоке Костино и Бабкино в 1 км на юго-западе.

## История
По переписным книгам 1627—1628 годов за Борисоглебским монастырём значится вотчина Вышегородского стана возле бывшего села Новое: деревня Костино и пустоши (бывшие деревни), среди которых Прокофьево (потом переименовано в Прокошево).
Прокошево и бывшее Прокофьево, упоминаемое XVII веке, это один населённый пункт. Так как по сведениями 1724 года к деревне Костино уже была приписана деревня Прокофьево (108 человек в 2-х деревнях). В 1764 году уже упоминаются деревни Костино и Прокошево, в которых проживают 267 человек.
Ранее относилось к вотчине Дмитровского Борисоглебского монастыря. В Исповедальных книгах 1751 года упоминаются деревни Прокошево и Костино, которые относятся к Ассауровскому церковному приходу.
В 1917 году в Прокошево было: 59 дворов, стеклянные заводы Боголюбова, Крюкова и Шишигина.
Приблизительно, в начале XX века Прокошево было переименовано в Большое Прокошево. Название "Большое" Прокошево, видимо, получило с наличием Малого Прокошево в Даниловском сельсовете. После расформирования Малого Прокошево название Большое осталось за деревней.
После революции 1917 года образование Больше-Прокошевского сельсовета. В 1923 году сельсовет был ликвидирован, деревня вошла в состав Костинского сельсовета.
В 1926 году согласно Всесоюзной переписи в Большом Прокошево числилось 102 крестьянских и 2 других хозяйств. Жителей числилось 636 человек (291 мужчина и 345 женщин).

## Население
| 2002 | 2006 | 2010 |
| ---- | ---- | ---- |
| 124  | ↘119 | ↗152 |